# Wahlen 1999
◄◄ | ◄ | 1995 | 1996 | 1997 | 1998 | Wahlen 1999 | 2000 | 2001 | 2002 | 2003 | ► | ►►

Weitere Ereignisse
Die hier unvollständig aufgelisteten Wahlen und Referenden fanden im Jahr 1999 statt oder waren für das angegebene Datum vorgesehen. „Direktwahl“, „Referendum“ oder „Volksbegehren“ bedeutet eine Wahl durch alle wahlberechtigten Einwohner eines Landes oder einer Region.
Bei weitem nicht alle der hier aufgeführten Wahlen 1999 wurden nach international anerkannten demokratischen Standards durchgeführt. Enthalten sind auch Scheinwahlen in Diktaturen ohne Alternativkandidaten oder Wahlen, deren Ergebnisse durch massiven Wahlbetrug oder ohne fairen, gleichrangigen Zugang der konkurrierenden Kandidaten oder Parteien zu den Massenmedien zustande gekommen sind.
Aufgrund der großen Zahl der Wahlen, die jedes Jahr weltweit durchgeführt werden, kann die Liste keinen Anspruch auf Vollständigkeit erheben. Angestrebt wird auf jeden Fall die Auflistung sämtlicher Wahlen von mindestens nationaler Bedeutung.:

## Afrika
- Am 27. Februar 1999 fanden die Präsidentschaftswahlen in Nigeria 1999 statt.
- Am 18. Juli 1999 fand das Verfassungsreferendum in Niger 1999 statt.
- Am 30. November 1999 und am 1. Dezember 1999 fand die Präsidentschaftswahl in Namibia 1999 statt.
- Am 1. Dezember 1999 fand die Parlamentswahl in Namibia 1999 statt.
- Vom 3. Dezember 1999 bis zum 5. Dezember 1999 fand die Präsidentschaftswahl in Mosambik 1999 statt.
- Vom 3. Dezember 1999 bis zum 5. Dezember 1999 fanden die Parlamentswahlen in Mosambik 1999 statt.
- Am 6. Juni fanden Wahlen in Südafrika statt.
- Am 17. Oktober 1999 und am 24. November 1999 fanden die Präsidentschaftswahlen in Niger 1999 statt.
- Am 24. November 1999 fanden die Parlamentswahlen in Niger 1999 statt.
- Am 24. Oktober fand die Parlamentswahl in Tunesien 1999 statt.
- Am 24. Oktober 1999 fand die Präsidentschaftswahl in Tunesien 1999 statt.

## Amerika
- Am 16. Februar fand die Parlamentswahl in Grönland 1999 statt.
- Am 25. April fanden die Vorwahlen zur Präsidentschaftswahl in Uruguay 1999 statt.
- Am 23. Oktober und am 4. November fanden die Gouverneurswahlen in den Vereinigten Staaten 1999 statt.
- Am 31. Oktober und am 28. November fanden die Wahlen in Uruguay 1999 statt.
- Am 12. Dezember fand die Präsidentschaftswahl in Chile (erster Wahlgang) statt.

## Asien
- Präsidentschaftswahl in Kasachstan 1999 am 10. Januar 1999.
- Am 18. April fand die Parlamentswahl in der Türkei 1999 statt.
- Parlamentswahl in Israel 1999 am 17. Mai 1999
- Vom 16. Juli bis zum 5. August fand das Unabhängigkeitsreferendum in Osttimor 1999 statt.
- 5. September bis 3. Oktober: Parlamentswahl in Indien 1999
- Parlamentswahl in Kasachstan 1999 am 10. Oktober 1999.
- Präsidentschaftswahl in Sri Lanka am 21. Dezember 1999

## Europa
- Vom 10. bis zum 13. Juni fand die Europawahl 1999 statt.

- Europawahl in Deutschland 1999
- Europawahl in Finnland 1999
- Europawahl in Österreich 1999

### Deutschland
- Am 23. Mai fand die Wahl des deutschen Bundespräsidenten 1999 statt.
- Am 7. Februar fand die Landtagswahl in Hessen 1999 statt.
- Am 6. Juni fand die Bürgerschaftswahl in Bremen 1999 statt.
- Am 5. September fand die Landtagswahl in Brandenburg 1999 statt.
- Am 5. September fand die Landtagswahl im Saarland 1999 statt.
- Am 12. September fand die Landtagswahl in Thüringen 1999 statt.
- Am 19. September fand die Landtagswahl in Sachsen 1999 statt.
- Am 10. Oktober fand die Wahl zum Abgeordnetenhaus von Berlin 1999 statt.

### Estland
- Am 7. März fand die Parlamentswahl in Estland 1999 statt.

### Finnland
- Am 21. März fand die Parlamentswahl in Finnland 1999 statt.

### Island
- Am 8. Mai fand die Parlamentswahl in Island 1999 statt.

### Österreich
- Am 3. Oktober fand die Nationalratswahl in Österreich 1999 statt.
- Am 7. März fand die Landtagswahl in Kärnten 1999 statt.
- Am 7. März fand die Landtagswahl in Salzburg 1999 statt.
- Am 7. März fand die Landtagswahl in Tirol 1999 statt.
- Am 19. September fand die Landtagswahl in Vorarlberg 1999 statt.

### Portugal
- Am 10. Oktober fanden die Parlamentswahl in Portugal 1999 statt.

### Russland
- Am 19. Dezember fand die Parlamentswahl in Russland 1999 statt.

### Schweiz
- Am 11. März fand die Ersatzwahl des Bundesrates 1999 statt.
- Am 24. Oktober fanden die Schweizer Parlamentswahlen 1999 statt.

- Resultate Nationalratswahlen

- Am 15. Dezember fanden die Bundesratswahlen 1999 statt.

### Slowakei
- Am 15. und am 29. Mai fand die Präsidentschaftswahl in der Slowakei 1999 statt.

### Vereinigtes Königreich
- Am 6. Mai fand die Parlamentswahl in Schottland 1999 statt.
- Am 6. Mai fand die Wahl zur Nationalversammlung für Wales 1999 statt.